# Nephrotoma thysia
Nephrotoma thysia är en tvåvingeart som beskrevs av Alexander 1956. Nephrotoma thysia ingår i släktet Nephrotoma och familjen storharkrankar.
Artens utbredningsområde är Uganda. Inga underarter finns listade i Catalogue of Life.